# Dholavira
Dholavira (gudžaratski: ધોળાવીરા) je arheološko nalazište u indijskoj državi Gujarat. Ime je dobilo po suvremenom selu koje se nalazi 1 kilometar južno od njega. Lokalno poznato i kao Kotada timba, nalazište sadrži ruševine drevne civilizacije doline Inda. Dholavira se nalazi na Rakovoj obratnici. Dholavira je jedno od pet najvećih harapskih nalazišta i najistaknutije arheološko nalazište u Indiji koje pripada civilizaciji doline Inda. Dholavira se također smatra najvećim gradom svog vremena. 
Mjesto je osnovano oko 2650. pr. Kr., a krah je doživjelo 2100. pr. Kr, no ponovno je naseljeno 1450. pr. Kr.
Četverokutni grad od 47 hektara ležao je između dviju rijeka, Mansare na sjeveru i Manhara na jugu. Utvrđeni grad se sastojao od snažno utvrđenog dvorca i ceremonijalnog prostora, kao i ulica i kuća različitih proporcija koje svjedoče o stratificiranom društvenom poretku. Sofisticirani sustav upravljanja vodama pokazuje domišljatost naroda Dholavira u njihovoj borbi za preživljavanje i napredak u surovom okruženju. Lokalitet uključuje i veliko groblje sa šest vrsta kenotafa koji svjedoče o jedinstvenom pogledu Harapana na smrt. 
Loaklitet je između 1967. – 1968. otkrio J. P. Joshi. Tijekomih arheoloških iskapanja od 1990. godine pronađene su radionice za obradu perli i artefakti raznih vrsta poput bakra, školjki, kamena, nakita od poludragog kamenja, terakote, zlata, bjelokosti i drugih materijala, koji pokazuju umjetnička i tehnološka dostignuća kulture. Otkriveni su i dokazi o međuregionalnoj trgovini s drugim harapskim gradovima, kao i s gradovima u regiji Mezopotamije i na omanskom poluotoku. 
Godine 2021. grad je upisan na UNESCO-ov popis mjesta svjetske baštine u Aziji kao jedno od najbolje očuvanih urbanih naselja iz tog razdoblja u jugoistočnoj Aziji.
- Sjeverna vrata Dholavire gdje je pronađena tzv. „Ploča znakova”, najduži i najstariji zapis na protoindijskom pismu.
- Jedan od rezervoara za vodu sa stubama
- Osnova stuba kod istočnih vrata
- Stambena jedinica
- Rekonstrukcija kuće u Dholaviri